# 大炊御門師前
大炊御門 師前（おおいのみかど もろさき）は、幕末・明治期の公家・官吏。右大臣・大炊御門家信の長男。官位は従三位・右近衛権中将。

## 経歴
安政3年12月22日（1857年1月17日）に叙爵を受け、明治2年3月6日（1869年4月17日）に右近衛権中将、同年7月13日（8月20日）に従三位に叙せられる。
ところが、明治17年（1884年）2月4日に大炊御門家を廃嫡になる（家督は弟の幾麿が継承）。公式の届出は病気を理由とするが、実子・一条実孝によれば祇園での放蕩による2,000円の借財問題と五辻安仲に陥れられたことによるという。
廃嫡後の師前は皇后・一条美子の計らいによって子・実孝と共に山岡鉄舟に剣術を学んでいたが、その腕前を評価した山岡が三島通庸に推挙して警視庁に採用され、明治21年（1888年）には京橋警察署の外勤警部としてその名が記されている。廃嫡後も従三位の位階はそのままであったため、当時の警察では最も位階が高い人物になっていた。その後、間もなく警視庁を辞任しているが、師前が文部大臣森有礼の担当警護官であったことが知られているため、松田敬之は明治22年（1889年）に森が暗殺された責任を取ったのではないか、と推測している。
その後は大炊御門家の庇護を受け、大正4年（1915年）の大正天皇の即位の大礼に際して、典儀官に任じられた。
大正9年（1920年）6月23日皇居に訪れた際、坂下門で鷹司信輔の運転する車に轢かれ軽傷を負った。

## 系譜
- 父：大炊御門家信（1818-1885）
- 母：家女房
- 妻：不詳
  - 長男：一条実孝（1880-1959） - 一条実輝の養子